# CO-6102
La CO-6102 es una carretera perteneciente a la diputación provincial de Córdoba que une los municipios cordobeses de Villanueva de Córdoba y Torrecampo, en el norte de la provincia de Córdoba. La distancia entre ambas localidades es de 17 kilómetros.Ha sido acondicionada por parte de la Diputación de Córdoba.Su acondicionamiento ha consistido en el refuerzo del firme y ensanche de medio metro con lo que ha pasado a tener 5,5 metros de anchura. También se ha renovado la señalización vertical y horizontal.
- Datos: Q5737354